# Rob Agerbeek

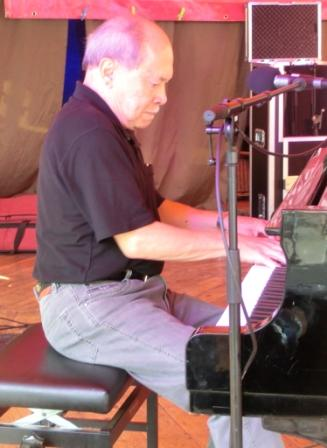
Rob Agerbeek (2013)

Robbert Arris Jules „Rob“ Agerbeek (* 28. September 1937 in Batavia; † 5. Juli 2023) war ein niederländischer Jazzpianist indonesischer Herkunft. Er galt als einer der besten europäischen Jazzpianisten seiner Generation und beherrschte das ganze Spektrum vom Boogie Woogie über den Swing bis hin zum Hard Bop.

## Leben und Wirken
Agerbeek, der mit 17 Jahren mit dem Klavierspiel als Autodidakt begonnen hatte und zunächst durch Platten von Albert Ammons, Johnny Maddox, Winifred Atwell, Pete Johnson und Meade Lux Lewis geprägt wurde, zog mit seiner Familie seit 1954 in die Niederlande. Ein Jahr später bildete er ein erstes Quartett, das sich zu einem Quintett weiterentwickelte und 1956 den ersten Preis im AVRO-Jazzwettbewerb erhielt. 1958 gewann das Quintett weitere Preise, im Juli mit dem Bassisten Henk Bosch van Drakestein den nationalen Jazzwettbewerb. 1959 arbeitete er in Stockholm, wo er unter anderem Lars Gullin begleitete und ein Duo mit dem Bassisten Jimmy Woode bildete. 1960/61 gehörte er zur Peggy Miller Band, mit der er vor allem in Frankreich vor amerikanischen Soldaten spielte. 1962 holte ihn zunächst Nelson Williams in seine Band, bevor er als Nachfolger von Cees Slinger in der Diamond Five spielte. In den nächsten Jahren leitete er sein Boogie-Woogie-Quartett und nahm mit Harry Verbeke auf. 1965 holte ihn Don Byas in sein Quartett. In den Folgejahren begleitete er mit seiner Band zahlreiche amerikanische Musiker wie Ben Webster, Hank Mobley, Dexter Gordon, George Coleman, Johnny Griffin und Gene Ammons. Daneben nahm er zahlreiche Alben als Solist oder mit dem eigenen Trio auf.
1976 holte ihn Art Blakey für eine Europatournee zu seinen Jazz Messengers, nachdem Mickey Tucker vom britischen Zoll festgehalten wurde. Seit dem ersten North Sea Jazz Festival begleitete Agerbeek dort Solisten wie Frank Foster, Cecil Payne, Clark Terry, Al Grey, Eddie Cleanhead Vinson, Wynton Marsalis und Roy Hargrove. Weiterhin spielte er von 1977 bis 1981 bei den durch Bert de Kort wiederbelebten The Dixieland Pipers sowie in der Band von Dim Kesber. Zwischen 1986 und 1988 begleitete Agerbeeks Trio (zu dem nun Frits Landesbergen gehörte) die Sängerin Ann Burton. In den späten 1990er Jahren tourte er mit den Boogie-Pianisten Rob Hoeke und Jaap Dekker mehrfach als The Grand Piano Boogie Train. Zwischen 1999 und 2004 war er Mitglied der Dutch Swing College Band. Auch in den letzten Jahren trat er gelegentlich mit seinem Trio auf und begleitete Ferdinand Povel, David Lukacs, Fred Korsman und Sjoerd Dijkhuizen ebenso wie die Sängerin Daisy Oosterhuis.

## Diskographische Hinweise
- Boogie Woogie Party, CBS, 1971
- Homerun, Polydor, 1971
- Beatles' Boogies, CBS, 1971
- The Rob Agerbeek Trio featuring Dexter Gordon All Souls, Dexterity, 1972 (mit Henk Haverhoek, Eric Ineke)
- The Boogie Rocks, Oldie Blues, 1975
- Harry Verbeke/Rob Agerbeek Quartet Gibraltar, Timeless, 1980
- Harry Verbeke/Rob Agerbeek Quartet Seven Steps, Timeless, 1983
- Harry Verbeke/Rob Agerbeek Stardust, Timeless, 1992
- Three of a Kind, as Rob Agerbeek, Oldie Blues, 1998
- Ann Burton & Mark Murphy Meet the Rob Agerbeek Trio That's all, Blue Jack Jazz Records, 2004
- Rob Agerbeek/Ruud Brink Quartet Pardon My Bop,  Blue Jack Jazz Records, 2004
- John Marshall & The Rob Agerbeek Trio Almost Blue, Blue Jack Jazz Records, 2008 (mit Harry Emmery, Ben Schröder)
- George Coleman and The Rob Agerbeek Trio On Green Dolphin Street, Blue Jack Jazz Records, 2010